# 馬爾科·阿辛斯奧
馬爾科·阿森西奥（西班牙語：Marco Asensio；1996年1月21日—），是一名西班牙足球运动员，司职翼锋，目前效力于法甲俱樂部巴黎聖日耳曼，也代表西班牙国家足球队。

## 國家隊生涯
2021年6月，阿森西奧入選了西班牙23歲以下國家足球隊大名單的三名超齡球員之一，參加2020年夏季奥林匹克运动会男子足球比赛。8月3日，他在準決賽對陣日本的比賽中於加時賽踢進致勝球。

## 個人生活
阿森西奧的父親吉爾伯托是巴斯克族西班牙人，也是一名足球運動員，曾效力於巴拉卡多。母親瑪麗亞·威廉姆森為荷蘭人，在阿森西奧15歲時死於癌症。
阿森西奧在2017年歐洲冠軍聯賽決賽中的進球慶祝活動是獻給他的家人的：“我告訴他們，如果我進球了，我會跑到他們所在的位置。我知道他們在哪裡，這就是我所做的。”

## 技术特点
阿森西奥的主要位置為左右翼鋒和進攻中場，慣用腳為左腳。
他的創造力與技術上乘，能夠在比賽為隊友製造入球機會，而且爆發力強，擅長盤球進攻，拉開對手防線，製造更多空位。加上射門力量強和準繩度高，遠射能力十分出色，令他擁有助攻隊友和自我得分的能力，能夠在比賽中作出多個決定，讓對手防不勝防。

## 荣誉

### 俱樂部
皇家馬德里
- 欧洲冠军联赛： 2016–17、2017–18、2021–22
- 西班牙足球甲级联赛﹕2016-2017、2019-2020、2021-22[8]
- 欧洲超级杯：2016、2017、2022
- 国际足联俱乐部世界杯﹕2016、2017、2018、2022
- 西班牙超级杯：2017、2019、2022
- 西班牙國王盃：2022–23

 巴黎聖日耳門
- 法國超級盃：2023
- 法國足球甲级联赛：2023–2024
- 法國杯：2024

### 國家隊
西班牙国家足球队
- 欧洲U-19足球锦标赛：2015
- 奧林匹克運動會足球比賽銀牌：2020年
- 歐洲足協國家聯賽：2023

### 个人
- 欧洲U-19足球锦标赛最优秀球员：2015年
- 西甲联赛奖项最佳突破球员：2015-16赛季
- 欧洲U-21足球锦标赛银靴奖：2017年

## 外部連結
- Soccerway資料庫：馬爾科·阿辛斯奧